# Philipssite

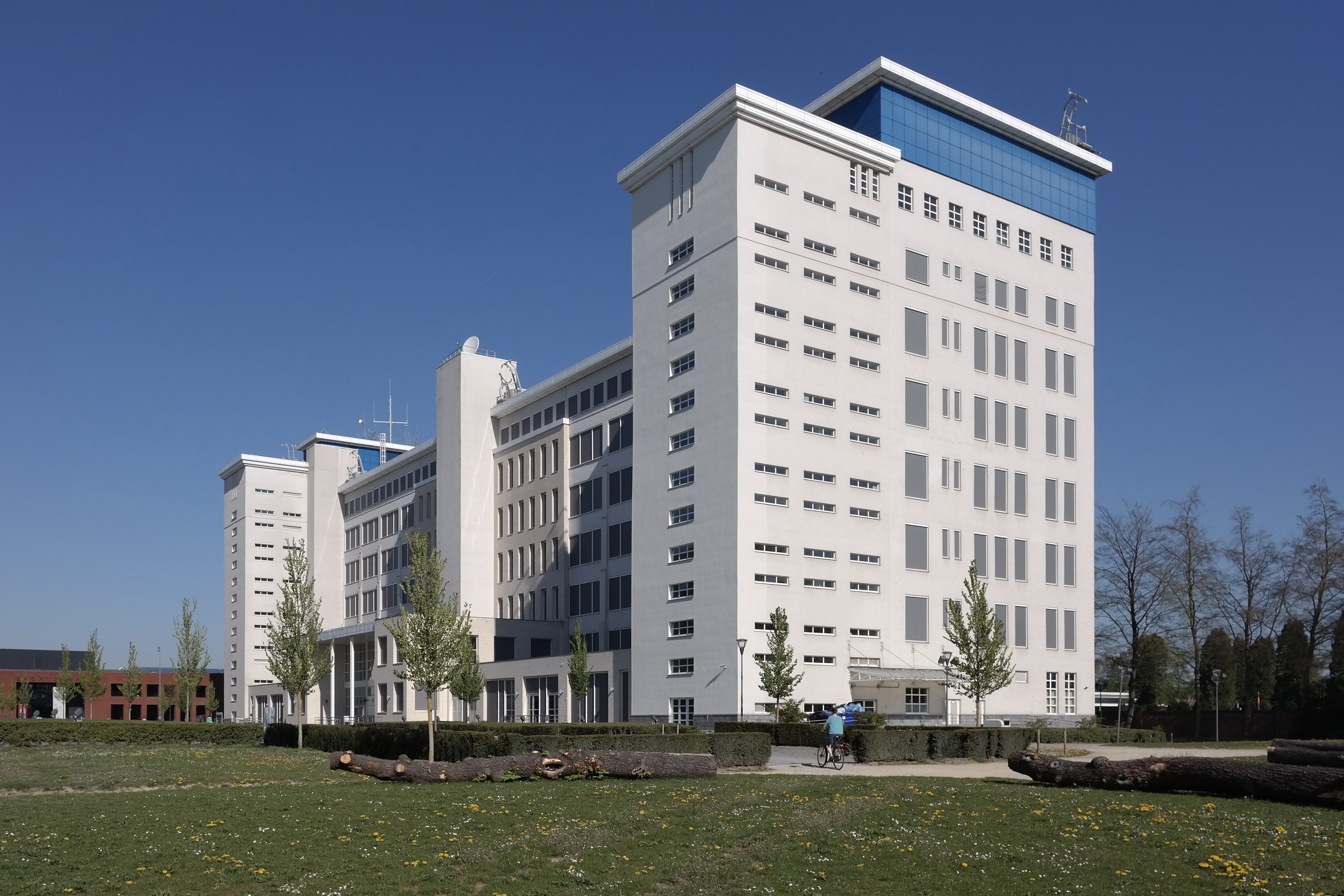
De gerenoveerde voormalige Philipsfabriek in Heverlee, Leuven (2019)

De Philipssite is een kantoor- en sportcomplex in de Leuvense deelgemeente Heverlee. Van 1929 tot 1989 was de site een fabrieksterrein van de Nederlandse elektronicaconcern Philips.
De site is gelegen nabij de R23, de Stadsbegraafplaats Leuven, spoorlijn 139 (Leuven-Ottignies) en de Geldenaaksebaan.

## Geschiedenis

### Philips
Tussen 1929 en 1941 werd op een voormalig militair oefenterrein in Heverlee een fabriek voor Philips opgetrokken. De monumentale fabriekshallen in modernistische stijl werden gebouwd naar het model van de Philipsfabriek in Eindhoven. In 1929 telde Philips in Leuven 35 werknemers, voornamelijk inwijkende Nederlandse families die waren gehuisvest in voorlopige barakken. De eerste infrastructuur van Philips in Leuven bestond uit drie houten productieloodsen, die reeds in 1932 werden gesloopt. In 1930 werd de productie van de fabriek gedurende vier jaar stilgelegd. In 1934 heropende de fabriek, er werden radiotoestellen gefabriceerd met onderdelen die uit Eindhoven kwamen. Tijdens de Tweede Wereldoorlog werden bij Philips Leuven fietsonderdelen en lampenkappen geproduceerd. In 1941 werd een zes verdiepingen tellend fabrieksgebouw gebaseerd op de Philipstorens in Eindhoven gebouwd. Een jaar later werd parallel aan dit gebouw een tweede hoogbouw opgetrokken. In 1947 werd een kantine gebouwd en in 1951 werden de oorspronkelijke houten loodsen gesloopt. Op de locatie ervan werd een stenen gebouw opgetrokken. Dit deed dienst als portiersloge en garage. In de jaren 1950 breidde de fabriek uit met een metaalwarenmagazijn, een hoog- en laagspanningscabine, een chemicaliënmagazijn, een ketelhuis en een lasstavenproductiehal. In 1979 vierde Philips Leuven haar vijftigjarig bestaan, maar in de jaren hierna nam de productie af. De vestiging in Heverlee sloot in 1989 en werd in 1995 aan de stad Leuven verkocht.

### Vanaf 1995
De meeste loodsen en fabriekshallen werden na 1995 gesloopt. De monumentale hoogbouw uit 1941 bleef bewaard en huisvest sinds 2000 verschillende overheidsdiensten, waaronder de FOD Financiën. Parallel met deze hoogbouw opende het kantoorgebouw Ubicenter, dat door architect Alfredo De Gregorio werd ontworpen.
In 2002 opende op de voormalige Philipssite de Sportoase, een indoorsportarena. Basketbalclub Leuven Bears speelt haar thuiswedstrijden in de Sportoase. Ook het politiehuis van de Leuvense politie en een distributiecentrum van bpost zijn er gevestigd. Er bevinden zich verder een kinderdagverblijf en een ondergrondse parkeergarage.

## Afbeeldingen

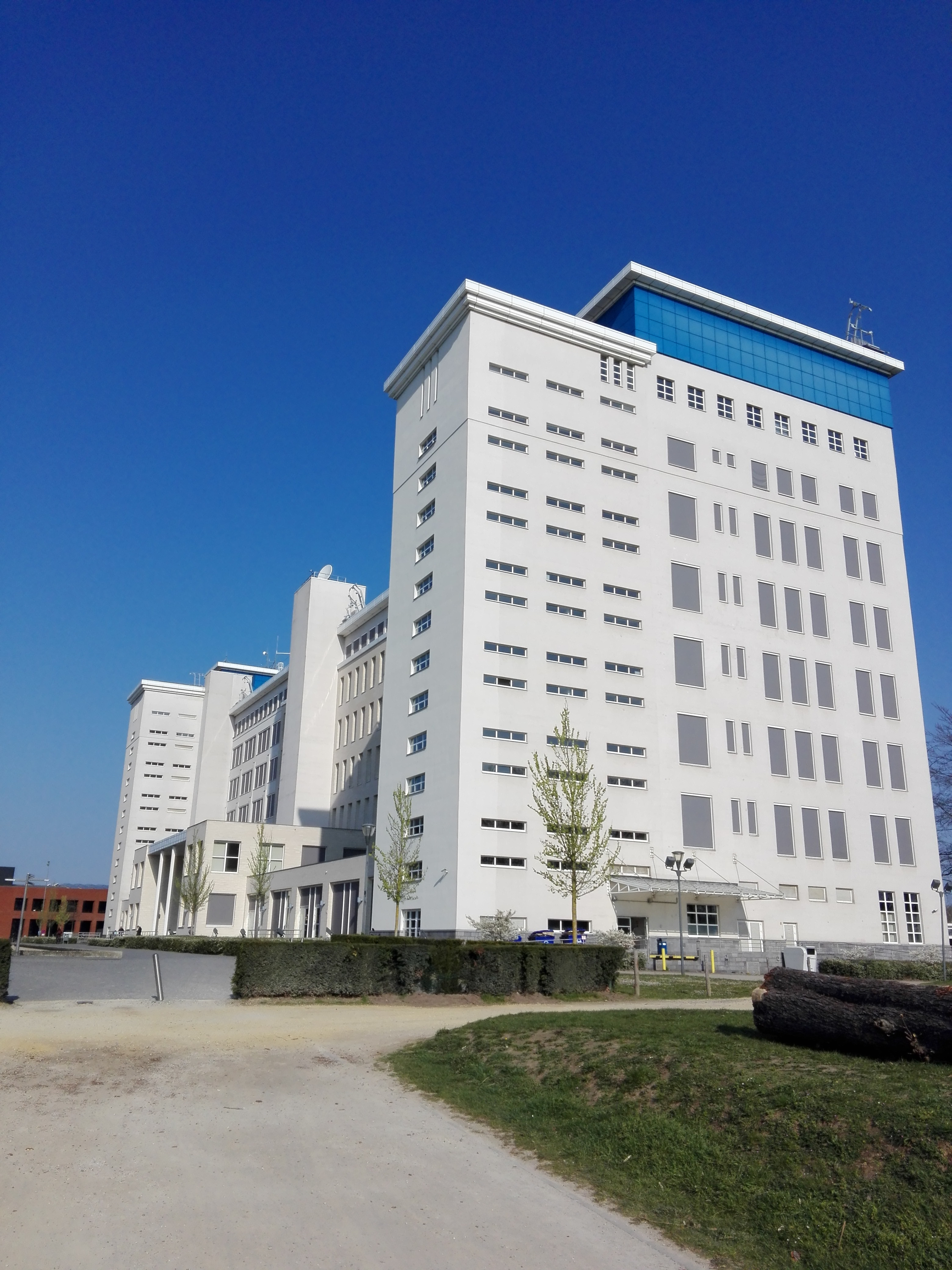
De gerenoveerde Philips hoogbouw uit 1941
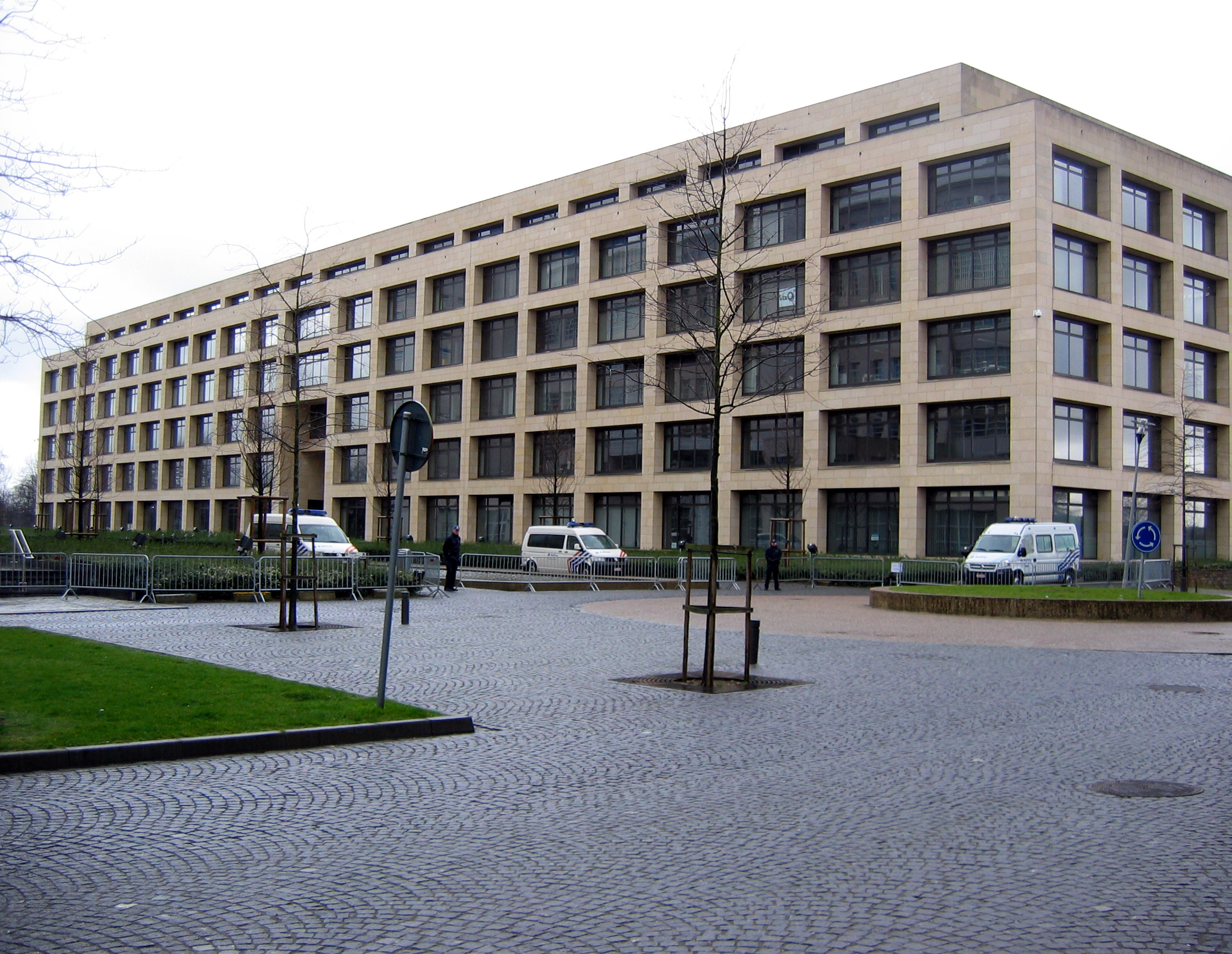
Bedrijfscentrum Ubicenter
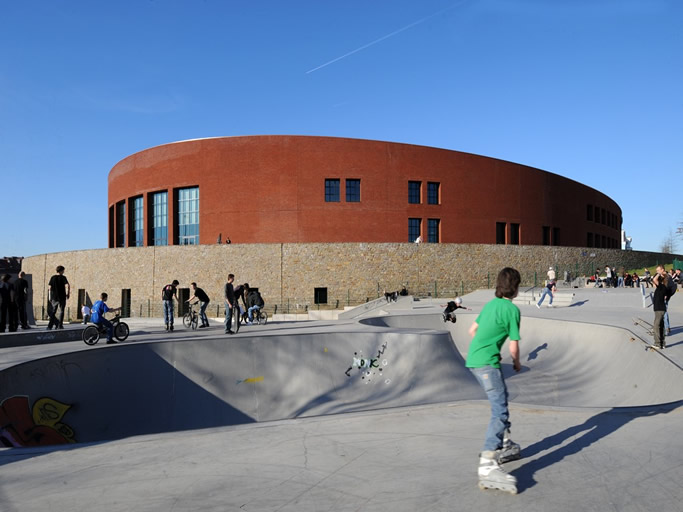
Skatepark en Sportoase